# Expo 1984
L'Esposizione internazionale specializzata 1984 (ufficialmente The 1984 Louisiana World Exposition, Esposizione mondiale Louisiana 1984) si svolse a New Orleans,  Stati Uniti, dal 12 maggio all'11 novembre. Il tema scelto per la manifestazione fu I mondi dei fiumi - Acqua fresca come sorgente di vita. Più di 7 milioni di visitatori presero parte all'evento.
Il bilancio degli organizzatori era di 350 milioni di dollari. Questa Expo verrà ricordata come l'unica per cui l'organizzazione abbia dichiarato bancarotta durante il periodo espositivo.

## Sito
Come sito dell'esposizione venne scelta una zona lungo le rive del Mississippi, adiacente al quartiere francese, ora conosciuta come Riverwalk, il lungofiume.

## Partecipanti
Alla Expo 1984 presero parte 25 paesi espositori.
| Paesi               | Paesi              | Paesi                  | Paesi          |
| Asia                | Asia               | Asia                   | Asia           |
| ------------------- | ------------------ | ---------------------- | -------------- |
| Cina                | Filippine          | Giappone               | Corea del Sud  |
| Africa              |                    |                        |                |
| Egitto              | Liberia            |                        |                |
| Europa              |                    |                        |                |
| Belgio              | Danimarca          | Francia                | Germania Ovest |
| Grecia              | Italia             | Irlanda                | Lussemburgo    |
| Paesi Bassi         | Regno Unito        | Città del Vaticano     |                |
| Americhe            |                    |                        |                |
| Canada              | Comunità caraibica | Perù                   | Stati Uniti    |
| Oceania             |                    |                        |                |
| Australia           |                    |                        |                |
| Stati/Regioni/Città |                    |                        |                |
| Louisiana           |                    |                        |                |
| Aziende             |                    |                        |                |
| Chrysler            | Conergy            | Union Pacific Railroad |                |